# Rob Scuderi
Robert John „Rob“ Scuderi (* 30. Dezember 1978 in Syosset, New York) ist ein ehemaliger US-amerikanischer Eishockeyspieler, der im Verlauf seiner aktiven Karriere zwischen 1997 und 2017 unter anderem 905 Spiele für die Pittsburgh Penguins, Los Angeles Kings und Chicago Blackhawks in der National Hockey League auf der Position des Verteidigers bestritten hat. Scuderi gewann während seiner zwölf Spielzeiten in der NHL insgesamt zweimal den Stanley Cup – im Jahr 2009 mit den Pittsburgh Penguins und im Jahr 2012 mit den Los Angeles Kings.

## Karriere

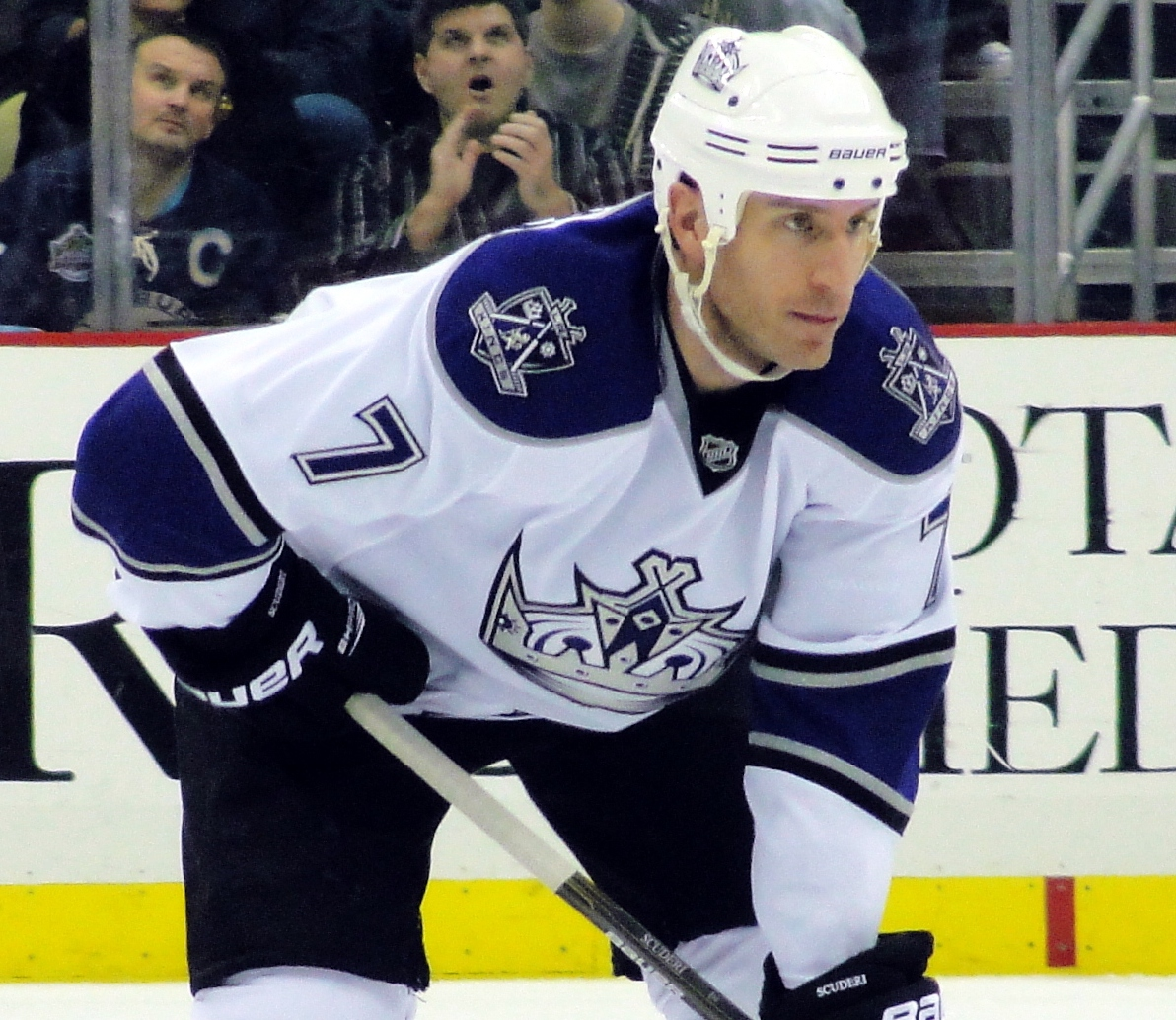
Scuderi im Trikot der Los Angeles Kings (2011)

Der 1,83 m große Verteidiger spielte während seiner Collegezeit im Team des Boston College in der Hockey East, einer Liga im Spielbetrieb der National Collegiate Athletic Association. Beim NHL Entry Draft 1998 wurde er schließlich als 134. in der fünften Runde von den Penguins ausgewählt (gedraftet).
Ab 2001 stand der Linksschütze im Kader der Wilkes-Barre/Scranton Penguins, einem Farmteam der Pittsburgh Penguins in der American Hockey League. In der Saison 2003/04 schaffte Scuderi erstmals den Sprung in den NHL-Kader des Franchises aus Pittsburgh, in 13 Spielen erzielte er ein Tor und zwei Assists. In den folgenden Jahren pendelte der Abwehrspieler weiterhin zwischen Wilkes-Barre und Pittsburgh, seit der Spielzeit 2006/07 besitzt er bei den Penguins einen Stammplatz im NHL-Kader. Am 2. Februar 2008 absolvierte Rob Scuderi gegen die Carolina Hurricanes sein 200. Karrierespiel in der höchsten nordamerikanischen Profiliga. Im selben Jahr erreichte er mit den Pittsburgh Penguins das Finale um den Stanley Cup, die nordamerikanische Eishockeymeisterschaft, dieses verlor das Team allerdings in 2:4 Spielen gegen die Detroit Red Wings.
Nach vier Jahren bei den Los Angeles Kings, mit denen er 2012 seinen zweiten Stanley Cup gewann, kehrte Scuderi im Juli 2013 zu den Pittsburgh Penguins zurück. Er unterzeichnete einen Vierjahresvertrag im Gesamtwert von 13,5 Millionen US-Dollar. Bereits im Dezember 2015 wurde er allerdings im Tausch für Trevor Daley an die Chicago Blackhawks abgegeben, für die er lediglich 17 Spiele bestritt und anschließend im Februar 2016 zum Farmteam Rockford IceHogs in die AHL versetzt wurde. Kurz danach wurde Scuderi im Austausch gegen Christian Ehrhoff zu den Los Angeles Kings transferiert.
Nach der Saison 2016/17 erhielt Scuderi keinen neuen Vertrag in Los Angeles und beendete daraufhin seine aktive Karriere.

## Erfolge und Auszeichnungen
| - 1998 Lamoriello-Trophy-Gewinn mit dem Boston College - 1998 Hockey East All-Rookie Team - 1999 Lamoriello-Trophy-Gewinn mit dem Boston College - 2001 Lamoriello-Trophy-Gewinn mit dem Boston College | - 2001 NCAA-Division-I-Championship mit dem Boston College - 2001 NCAA Championship All-Tournament Team - 2009 Stanley-Cup-Gewinn mit den Pittsburgh Penguins - 2012 Stanley-Cup-Gewinn mit den Los Angeles Kings |

## Karrierestatistik
(Legende zur Spielerstatistik: Sp oder GP = absolvierte Spiele; T oder G = erzielte Tore; V oder A = erzielte Assists; Pkt oder Pts = erzielte Scorerpunkte; SM oder PIM = erhaltene Strafminuten; +/− = Plus/Minus-Bilanz; PP = erzielte Überzahltore; SH = erzielte Unterzahltore; GW = erzielte Siegtore; 1 Play-downs/Relegation; Kursiv: Statistik nicht vollständig)